# 青春迷航
《青春迷航》（英語：Going All the Way）是一部1997年美國喜劇劇情片，改編自丹·韋克菲爾德的1970年同名小說，他也身兼電影劇本的編寫；講述兩名從越戰歸來的年輕人返回印第安納波利斯的家鄉，並在保守的1950年代在中美洲尋找愛情與成就。電影為導演馬克·培林頓的長片處女作，主演包括傑瑞米·戴維斯、班·艾佛列克、艾咪·洛肯、瑞秋·懷茲、罗丝·麦高恩、吉尔·克莱伯勒與莱斯莉·安·沃伦。
《青春迷航》於1997年9月19日在美國上映。在日舞影展獲得兩項提名，並為美術指導德海斯·德佩贏得「特別表彰」。參與該影展宣傳電影的麦高恩聲稱哈維·溫斯坦期間性侵了她。

## 演員
- 傑瑞米·戴維斯（英语：Jeremy Davies）飾演威拉德·「桑尼」·伯恩斯（Williard "Sonny" Burns）
- 班·艾佛列克飾演湯姆·「岡納」·卡斯爾曼（Tom "Gunner" Casselman）
- 艾咪·洛肯（英语：Amy Locane）飾演巴蒂·波特（Buddy Porter）
- 瑞秋·懷茲飾演馬蒂·皮爾徹（Marty Pilcher）
- 罗丝·麦高恩飾演蓋兒·安·塞耶（Gale Ann Thayer）
- 吉尔·克莱伯勒飾演艾爾瑪（Alma）
- 莱斯莉·安·沃伦飾演妮娜（Nina）

## 外部連結
- 互联网电影数据库（IMDb）上《青春迷航》的资料（英文）
- TCM电影资料库上《青春迷航》的资料（英文）
- 爛番茄上《青春迷航》的資料（英文）
- AllMovie上《青春迷航》的资料（英文）
- Box Office Mojo上《青春迷航》的資料（英文）